# Taylor Benjamin
Taylor Benjamin (Etobicoke, 27 marzo 1990) è un ex calciatore canadese naturalizzato guyanese, di ruolo difensore.

## Carriera

### Club
Gioca dal 2009 al 2011 all'Algonquin Thunder. Nel 2011 gioca al Capital City. Gioca le stagioni 2013 e 2014 al Kingston. Nel 2014 gioca per il Caledonia AIA. Nel 2015 gioca al North East Stars, prima di trasferirsi al Fortuna Ratisbona. Nel 2016 si trasferisce al Bogen.

### Nazionale
Debutta in nazionale il 15 novembre 2011, in Trinidad e Tobago-Guyana, valevole per le qualificazioni ai mondiali di calcio 2014.